# 오이시 구와지로
오이시 구와지로(大石鍬次郎)는 막말 신선조 대원이다. 본성은 겐지(가와치 겐지 요시나카류).